# ところはつえ
ところ はつえ（ところ はつえ、1948年8月31日 - ）は、日本の漫画家。動物や子供が主人公の、ほのぼのとした4コマ漫画を手がけた。
茨城県那珂湊市（現：ひたちなか市）生まれ。血液型B型。高校卒業後、スタジオ・ゼロに入社する。22歳のときに『ピーナッツ』をヒントに描いた4コマ漫画『にゃんころりん』を出版社に持ち込み、1971年から『週刊マーガレット』（集英社）で連載された。当時は少女漫画の4コマが衰退していた時期で試験的な掲載であったが、人気となり7年半に及ぶ長期連載となった。他の作品に『ちびブタプチブー』『ぷわぷわ・ウー』『たんぽぽたん』などがある。
2014年に復刊ドットコムより『にゃんころりん ベストセレクション』が発売された。

## コミックス
- 『にゃんころりん』全4巻、集英社〈マーガレットコミックス〉、1974 - 1979年
- 『ちびブタプチブー』全2巻、集英社〈マーガレットコミックス〉、1980 - 1981年
- 『ぷわぷわ・ウー』全1巻、集英社〈マーガレットコミックス〉、1989年
- 『たんぽぽたん』全1巻、集英社〈りぼんマスコットコミックス〉、1994年
- 『にゃんころりん ベストセレクション』全1巻、復刊ドットコム、2014年、ISBN 978-4835450414